# Morgan Hentz
Morgan Irene Hentz (Fort Thomas, 27 luglio 1998) è una pallavolista statunitense, libero delle Atlanta Vibe.

## Carriera

### Club
La carriera di Morgan Hentz inizia nei tornei scolastici del Kentucky, giocando per la Notre Dame Academy. Dopo il diploma gioca con la Stanford nel campionato universitario di NCAA Division I: fa parte delle Cardinal dal 2016 al 2019, raggiungendo le Final 4 ogni anno e conquistando tre titoli nazionali, impreziositi da numerosi riconoscimenti individuali, tra i quali quello di MVP del torneo NCAA 2018.
Firma il suo primo contratto professionistico in Germania, accasandosi nella stagione 2020-21 al Dresdner, in 1. Bundesliga. In seguito torna in patria per prendere parte alla seconda edizione dell'Athletes Unlimited, venendo premiata come miglior libero e come Defensive Player of the Year. Dopo aver preso parte anche all'Exhibition Tour e all'edizione 2023 dell'Athletes Unlimited, bissando i riconoscimenti individuali dell'annata precedente, viene ingaggiata per la Pro Volleyball Federation 2024 dalle Atlanta Vibe, ricevendo il premio come miglior libero e venendo inserita nell'All-PVF First Team.
Partecipa poi all'Athletes Unlimited 2024, classificandosi al quarto posto e ripetendosi come miglior libero e Defensive Player of the Year, facendo in seguito ritorno alle Atlanta Vibe per la Pro Volleyball Federation 2025, aggiudicandosi un altro premio come miglior libero e venendo inserita nell'All-PVF First Team.

### Nazionale
Fa parte della nazionale statunitense under 18 che conquista la medaglia d'argento al campionato mondiale 2015.
Nel 2022 esordisce nella nazionale maggiore e nel 2023 arriva l'argento al campionato nordamericano.

## Palmarès

### Club
- NCAA Division I: 3

2016, 2018, 2019

### Nazionale (competizioni minori)
- Campionato mondiale under 18 2015

### Premi individuali
- 2016 - NCAA Division I: Madison Regional All-Tournament Team
- 2016 - NCAA Division I: Columbus National All-Tournament Team
- 2017 - All-America First Team
- 2017 - NCAA Division I: Stanford Regional All-Tournament Team
- 2018 - All-America First Team
- 2018 - NCAA Division I: Minneapolis National MVP
- 2019 - All-America First Team
- 2019 - NCAA Division I: Stanford Regional All-Tournament Team
- 2019 - NCAA Division I: Pittsburgh National All-Tournament Team
- 2022 - Athletes Unlimited Volleyball: Miglior libero
- 2022 - Athletes Unlimited Volleyball: Defensive Player of the Year
- 2023 - Athletes Unlimited Volleyball: Miglior libero
- 2023 - Athletes Unlimited Volleyball: Defensive Player of the Year
- 2024 - Pro Volleyball Federation: Miglior libero
- 2024 - Pro Volleyball Federation: All-PVF First Team
- 2024 - Athletes Unlimited Volleyball: Miglior libero
- 2024 - Athletes Unlimited Volleyball: Defensive Player of the Year
- 2025 - Pro Volleyball Federation: Miglior libero
- 2025 - Pro Volleyball Federation: All-PVF First Team